# پیرازینوئیک اسید
پیرازینوئیک اسید (به انگلیسی: Pyrazinoic acid) با فرمول شیمیایی C۵H۴N۲O۲ یک ترکیب شیمیایی با شناسه پاب‌کم ۱۰۴۷ است. که جرم مولی آن ۱۲۴٫۱۰ g/mol می‌باشد. شکل ظاهری این ترکیب، پودر بلورین سفید است.